# 費里埃半島
費里埃半島（英語：Ferrier Peninsula），是南極洲的半島，位於南奧克尼群島的勞里島東端，長2.4公里，在1823年由英國探險隊繪入地圖，現時由南極條約體系管理。